# John Cameron Mitchell
John Cameron Mitchell (ur. 21 kwietnia 1963 w El Paso w Teksasie) – amerykański aktor, reżyser, dramaturg, scenarzysta i producent filmowy.
Laureat Tony Award, nominowany do Złotego Globu.
Był członkiem grupy teatralnej The Drama Dept, w skład której to wchodzili także Sarah Jessica Parker, Dylan Baker oraz Billy Crudup.
W 2002 zdobył nominację do Złotego Globu w kategorii najlepszy aktor w musicalu lub komedii, za występ w swoim autorskim filmie Cal do szczęścia (Hedwig and the Angry Inch, 2001). Innym znanym filmem reżyserowanym przez Mitchella jest komediodramat Shortbus z 2006. Zdobył za niego liczne nagrody i nominacje podczas festiwalów filmowych LGBT.
Jest otwartym gejem; coming outu przed rodziną i przyjaciółmi dokonał w roku 1985.